# Cao Ly An Tông
Cao Ly An Tông (chữ Hán: 高麗 安宗, Hangul: 고려 안종; ? – 24 tháng 7 năm 996), tên húy là Vương Úc (王郁, 왕욱) là vương tử thứ 13 của vua sáng lập nên nhà Cao Ly là Thái Tổ Vương Kiến và Thần Thành Vương thái hậu họ Kim.
Ông đồng thời là huynh đệ cùng cha khác mẹ của các vua Huệ Tông, Định Tông, Quang Tông và Đới Tông; là vương thúc của các vua Cao Ly Cảnh Tông, Cao Ly Thành Tông và là cha đẻ của vua Cao Ly Hiển Tông. Vương Úc sinh năm không rõ nhưng chắc chắn là sau khi nhà Cao Ly thành lập nhiều năm và mất năm Thành Tông thứ 15, về sau khi Hiển Tông lên ngôi đã truy tôn ông làm Vương với miếu hiệu là An Tông, thụy hiệu là Hiến Cảnh Thánh Đức Hiếu Ý Đại Vương (憲景孝懿大王, 헌경효의대왕), được táng ở Vũ lăng (武陵).
Không rõ vợ của ông là ai, có tài liệu gọi là Vương hậu Sunan, nhưng ông đã tư thông với Hiến Trinh Vương hậu, là cháu gọi ông bằng chú, con của Cao Ly Đới Tông; sinh ra Vương Tuân vào năm 992. An Tông còn có một người con gái là Thành Mục Trưởng công chúa (성목장공주, 成穆長公主), có thể là con gái của Vương hậu Sunan, chị của Vương Tuân.

## Bê bối với Hiến Trinh Vương hậu
Năm 679, khi mới 13 tuổi, Hiến Trinh Vương hậu cùng với chị bà ta là Hiến Ai Vương hậu được gả cho vua Cao Ly Cảnh Tông (cháu họ của ông). Sau khi vua Cao Ly Cảnh Tông băng hà năm 981, Hiến Trinh Vương hậu mới chỉ vừa 15. Anh của bà ta là Vương Trị lên ngôi, tức là vua Cao Ly Thành Tông.
Là một góa phụ, bà ta chuyển đến nhà mẹ đẻ bên ngoài cung điện ở Khai Thành; ngôi nhà gần với Vương Uất, nằm ở chùa Vương Luân tự (왕륜사, 王輪寺), núi Songak. Vì luật pháp Cao Ly cấm thái hậu tiếp cận những người đàn ông khác nên bà ta thường đến thăm ông và khi họ dành thời gian bên nhau, họ trở nên thân thiết. Mười năm trôi qua: bà ta đã ngoài hai mươi, còn ông đã ngoài 50.
Một ngày nọ, Hiến Trinh Vương hậu nằm mơ thấy được leo lên núi Songak và đi tiểu từ trên đỉnh núi, tràn ngập khắp đất nước và biến nó thành biển nước bạc. Choáng váng, bà ta hỏi ý kiến một cung nữ rất giỏi giải mộng. Người cung nữ này tiên đoán rằng nếu sinh được một đứa con trai thì người con trai đó sẽ trở thành vua của Cao Ly và thống trị đất nước Cao Ly. Hiến Trinh Vương hậu nói: "Ta đã góa bụa rồi, làm sao có con trai được?" và khiển trách người giúp việc.
Vương Uất thường xuyên qua lại cung phủ của Hiến Trinh Vương hậu. Từ đó hai người nảy sinh tình cảm. Một đêm năm 991, sau khi cầu nguyện cho hạnh phúc của người chồng quá cố (Cao Ly Cảnh Tông) tại chùa Vương Luân tự, Vương Uất và Hiến Trinh Vương hậu đã xác nhận có tình cảm với nhau và họ tư thông với nhau. Kết quả là Hiến Trinh Vương hậu đã mang thai.
Khi đó những người xung quanh họ đã giữ im lặng, triều đình Cao Ly không hề hay biết về chuyện tình cảm của họ. Biết được việc mình đã làm và cảm nhận được bào thai đang lớn trong bụng, Hiến Trinh Vương hậu lo lắng muốn chết vì phải chung thủy với người chồng quá cố và không được ngoại tình với người đàn ông khác, thậm chí lại đang có thai với chính chú ruột của mình. Trong khi chị gái Sùng Đức công chúa đã công khai tình cảm với nhân tình Kim Trí Dương 김치양, 金致陽, Kim Chi-yang thì Hiến Trinh Vương hậu lại yếu đuối và run lên vì lo lắng. Khóc trong vòng tay Vương Uất, bà ta nói:
"Sao ta có thể làm được điều này? Ta thà chết còn hơn. Đều là lỗi của ta. Lẽ ra ta chỉ nên giữ trái tim ngài. Có con rồi ta phải làm sao bây giờ? Ngài đừng lo lắng quá mà hãy chăm sóc bản thân thật tốt nhé, vì tôi sẽ bù đắp mọi lỗi lầm của ngài".
Theo Cao Ly sử, vào cuối tháng 7 năm 992, khi Hiến Trinh Vương hậu đang ở nhà của Vương Uất, một nô lệ đã chất củi ngoài sân rồi đốt lửa. Ngay khi ngọn lửa bắt đầu lan rộng, một quan chức đã chạy đến dập lửa. Cao Ly Thành Tông cũng lao vào giải cứu họ và khi phát hiện ra việc Hiến Trinh Vương hậu đang có thai với Vương Uất. Nổi giận, Cao Ly Thành Tông đã hạ lệnh lưu đày Vương Uất đến Sasu-hyeon (nay là Sacheon-si, Gyeongsangnam-do, Hàn Quốc) để trị tội. Hồ sơ cho biết Hiến Trinh Vương hậu đã khóc trong xấu hổ và trở về dinh thự của mình, nhưng ngay khi bà ta đến cổng, đã có một chuyển động của thai nhi. Bà ta bám vào cành liễu và cuối cùng sinh ra một đứa con trai là Vương Tuân vào ngày 1 tháng 8 năm 992, nhưng bà ta qua đời ngay sau đó trong cùng ngày.

## Cuộc sống tại nơi lưu đày
Mặc dù sự ra đời của Vương Tuân không bình thường, nhưng cha của Vương Tuân cũng là con trai của người sáng lập Cao Ly, vì vậy Vương Tuân đã có thể sống dưới sự bảo vệ cao độ của Cao Ly Thành Tông. Do Vương Tuân lúc đó còn nhỏ nên Vương Tuân được Cao Ly Thành Tông đưa vào cung và giao cho một bảo mẫu chăm sóc. Tuy nhiên Vương Tuân lại nhớ cha nên Cao Ly Thành Tông quyết định gửi Vương Tuân đến Sasu-hyeon sống với Vương Uất. Họ đã sống cùng nhau tại Gwiyangji.
Ngày 24 tháng 7 năm 996 ông qua đời tại Sasu-hyeon (nay là Sacheon-si, Gyeongsangnam-do, Hàn Quốc) - nơi ông bị lưu đày từ năm 992.  Ông được chôn cất tại Vũ lăng (무릉, Mureung)
Đầu năm 997, Vương Tuân (con trai của Vương Uất và Hiến Trinh Vương hậu) từ Sasu-hyeon (nay là Sacheon-si, Gyeongsangnam-do, Hàn Quốc) trở về kinh đô Khai Thành và tiếp tục được Cao Ly Thành Tông bảo vệ cao độ.
Sau khi lên làm vua vào năm 1009, Cao Ly Hiển Tông Vương Tuân đã truy tôn cho mẹ ông ta là Hiến Trinh Vương thái hậu (헌정왕태후) và cha là Vương Uất thành Cao Ly An Tông. Hiến Trinh Vương thái hậu được chôn cất cùng với Cao Ly An Tông Vương Uất trong Lăng mộ Nguyên Lăng (원릉, 元陵, Wolleung).

## Thụy hiệu
- Vào tháng 4 năm 1017 (năm trị vì thứ 8 của Cao Ly Hiển Tông), tên Di Táng (이장, 移葬, Yi-jang) ban đầu được thêm vào thụy hiệu của ông nhưng sau đó đã bị xóa
- Một tháng sau, vào tháng 5 năm 1017, tên Hiến Cảnh (헌경, 憲景, Heon-gyeong) đã được thêm vào thụy hiệu của ông.
- Năm 1021 (năm trị vì thứ 12 của Cao Ly Hiển Tông), tên Hiếu Mục (효목, 孝穆, Hyo-mok) và Hiếu Ý (효의, 孝懿, Hyo-ui) đã được thêm vào thụy hiệu của ông.
- Vào tháng 4 năm 1027 (năm trị vì thứ 18 của Cao Ly Hiển Tông), tên Thánh Đức (성덕, 聖德, Seong-deok) đã được thêm vào thụy hiệu của ông.

## Trong văn hóa đại chúng
- Được đóng bởi Kim Ho-jin trong bộ phim truyền hình KBS2 năm 2009 Empress Cheonchu.[18]
- Được thể hiện bởi Nam Joo-hyuk trong bộ phim truyền hình SBS năm 2016 Moon Lovers: Scarlet Heart Ryeo.[19][20][21]